# Британское Сомали
Британское Сомали или Британский Сомалиленд (англ. British Somaliland) — в XIX—XX веках британский протекторат на севере Африканского Рога. Территория протектората после обретения независимости от Великобритании вошла в состав Сомали. В настоящее время на большей части территории бывшего Британского Сомали существует самопровозглашённое государство Сомалиленд. Оставшаяся часть территории контролируется самопровозглашённым государством Пунтленд, стремящимся войти в состав федеративного Сомали, а также Государством Хатумо (автономия в составе Сомали).
Протекторат был образован в 1884 году на территории, ранее зависимой от Египта, и на первых порах управлялся британцами из Адена. До 1898 года административно входил в состав Британской Индии. В следующем году в Сомалиленде развернулось движение сопротивления во главе с сеидом по прозвищу «безумный мулла», основавшим государство дервишей. Борьба с повстанцами продолжалась до 1920 года. В войне за Сомалиленд британцы использовали самолёты и специальный «верблюжий корпус».

В 1940—41 годах Британский Сомалиленд был оккупирован итальянцами и входил в состав Итальянской Восточной Африки. Итальянское партизанское движение продолжалось в регионе до осени 1943 года. Колониальные власти объявили о готовности предоставить Сомалиленду независимость летом 1960 года с намерением объединить его с бывшей итальянской колонией в Сомали (подопечной территорией ООН), полная независимость которой должна была быть провозглашена 1 июля 1960 года. В апреле 1960 Законодательный совет Британского Сомали принял резолюцию с требованием независимости с последующим объединением с Сомали. Эта же позиция была подтверждена и одобрена всеми на совместной конференции в Могадишо. 26 июня Великобритания отказалась от своих прав на Британское Сомали, таким образом Государство Сомалиленд формально стало независимым на несколько дней до 1 июля, когда было создано единое государство Сомали. Референдума среди жителей британского протектората не проводилось.
Гражданская война в Сомали в 1990-е годы привела к распаду страны на несколько частей. Северная часть, Сомалиленд, считает себя правопреемником Британского Сомали (имеются в виду шесть дней его суверенного существования после обретения независимости в 1960 году).
На территории бывшего Британского Сомали между Сомалилендом и Пунтлендом по сей день сохраняется напряжённая ситуация, вызванная межклановыми противоречиями. Власти Сомалиленда, являющегося государством, где на все руководящие посты назначаются исключительно представители клана исаак, встречают сопротивление жителей востока страны, где живут представителя клана Дарод (субкланы Дулбаханте и Варсангали). Эти субкланы стремятся к единству с Сомали, где проживает большинство представителей народа Дарод (автономное государство Пунтленд). Но после того как Пунтленд стал менее интенсивно бороться с сомалилендской экспансией, в частности, смирился с сомалилендским захватом дулбахантской столицы, города Ласъанод, в 2007 году, субклан Дулбаханте стал организовывать свои независимые самопровозглашённые государства (Нортленд, Сул-Санааг-Айн). В настоящее время организована автономия Хатумо, признанная правительством Сомали. Другой субклан, Варсангали, проживающий к северу от Хатумо, также создал своё государство Маахир, являющийся в настоящее время частью Пунтленда.